# 아파치 코쿤
아파치 코쿤(Apache Cocoon)은 보통 코쿤으로 약칭되며, 파이프, 관심사 분리, 컴포넌트 기반 웹 개발 개념을 중심으로 구축된 웹 프레임워크이다. 이 프레임워크는 XML 및 XSLT 퍼블리싱에 중점을 두며, 자바 프로그래밍 언어를 사용하여 구축되었다. 코쿤의 XML 사용은 HTML 및 PDF와 같은 퍼블리싱 형식의 호환성을 향상시키기 위한 것이다. 콘텐츠 관리 시스템인 Apache Lenya와 Daisy는 이 프레임워크 위에 구축되었다. 코쿤은 또한 데이터 웨어하우스 ETL 도구 또는 시스템 간에 데이터를 전송하는 미들웨어로도 일반적으로 사용된다.

## 사이트맵
아파치 코쿤은 사이트맵을 사용하여 사용자가 코쿤 소프트웨어의 다양한 구성 요소를 제어할 수 있도록 하며, 코쿤이 파이프라인이라고 부르는 클라이언트-서버 상호 작용을 정의한다.

## 구성 요소
코쿤 내의 구성 요소들은 기능별로 그룹화된다.

### 매처
매처는 URL 또는 쿠키와 같은 사용자 요청을 와일드카드 또는 정규 표현식 패턴과 일치시키는 데 사용된다. 각 사용자 요청은 일치하는 것이 발견될 때까지 사이트맵의 매처에 대해 테스트된다. 특정 요청에 대한 응답은 매처 내에서 지정된다.

### 제너레이터
제너레이터는 추가 처리를 위한 데이터 스트림을 생성한다. 이 스트림은 기존 XML 문서에서 생성될 수 있으며, 디렉터리 구조나 이미지 데이터와 같이 서버의 무언가를 나타내기 위해 처음부터 XML을 생성할 수 있는 제너레이터도 있다.

#### XSP
제너레이터의 한 유형은 XML 서버 페이지(XSP)이며, 요청 시 동적 콘텐츠를 생성하는 방법을 지정하는 태그 기반 지시문을 포함하는 XML 문서이다. 코쿤 처리 시, 이 지시문들은 생성된 콘텐츠로 대체되어 결과적으로 증강된 XML 문서가 추가 처리(일반적으로 XSLT 변환)될 수 있도록 한다. XSP는 코쿤 생산자, 일반적으로 자바 클래스로 변환되지만, 자바 기반 프로세서가 존재하는 모든 스크립팅 언어도 사용될 수 있다.
지시문은 내장("XSP") 또는 사용자 정의 처리 태그일 수 있으며, 둘 다 로직 시트에 정의된다. 태그는 태그(XML 노드로 표현됨)가 다른 XML 노드 또는 자바와 같은 절차적 코드로 변환되는 방법을 설명하는 XSLT 템플릿을 사용하여 정의된다. 태그는 절차적 논리를 포함하고, 표현식을 대체하며, 웹 서버 환경에서 정보를 검색하고, 기타 작업을 수행하는 데 사용된다.
XSP는 최신 코쿤 릴리스에서는 더 이상 사용되지 않는다.

### 트랜스포머
트랜스포머는 데이터 스트림을 가져와 어떤 방식으로든 변경한다. 가장 일반적인 변환은 XSLT를 사용하여 하나의 XML 형식을 다른 형식으로 변경하는 것이다. 그러나 다른 형태의 데이터(SQL 명령 등)를 가져오는 트랜스포머도 있다.

### 시리얼라이저
시리얼라이저는 XML 이벤트 스트림을 클라이언트에 반환될 수 있는 바이트 시퀀스(예: HTML)로 변환한다. 일부 시리얼라이저는 HTML, XHTML, PDF, RTF, SVG, WML 및 플레인 텍스트 등 다양한 형식으로 데이터를 전송할 수 있다.

### 셀렉터
셀렉터는 Switch 문과 동일한 기능을 제공한다. 요청의 특정 요소를 선택하고 사용할 올바른 파이프라인 부분을 선택할 수 있다.

### 뷰
뷰는 주로 테스트에 사용된다. 뷰는 파이프라인의 종료 지점이다. 이 시점까지 생성된 XML-스트림을 출력할 수 있다. 따라서 애플리케이션이 올바르게 작동하는지 확인할 수 있다.

### 리더
콘텐츠를 파싱하지 않고(XML 처리 없음) 게시한다. 이미지 등에 사용된다.

### 액션
액션은 일부 비즈니스 로직을 실행하거나 새로운 콘텐츠 생성을 관리하는 자바 클래스이다.

## 파이프라인
파이프라인은 주어진 요청에 대해 다양한 코쿤 구성 요소가 상호 작용하여 응답을 생성하는 방법을 지정하는 데 사용된다. 일반적인 파이프라인은 제너레이터, 그 뒤에 0개 이상의 트랜스포머, 마지막으로 시리얼라이저로 구성된다.

## 같이 보기
- 반응자 패턴 - 코쿤이 기반으로 하는 디자인 패턴.
- XProc - XML 파이프라인 모델링을 위한 W3C 표준.